# Sumio Mabuchi

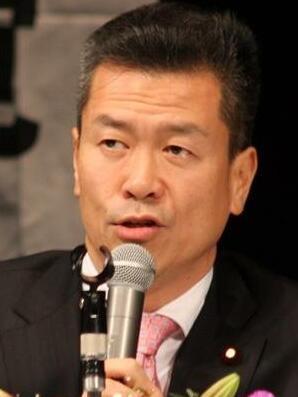
Sumio Mabuchi (2008)

Sumio Mabuchi (jap. 馬淵 澄夫 Mabuchi Sumio; * 23. August 1960 in Nara, Präfektur Nara) ist ein japanischer Politiker (DPJ→DFP→Kibō→parteilos→DVP→KDP), Abgeordneter im Shūgiin (Abgeordnetenhaus), dem Unterhaus des Kokkai (Nationalparlament), für den 1. Wahlkreis seiner Heimatpräfektur und ehemaliger Transportminister.

## Leben
Mabuchi studierte Bauingenieurwesen an der Staatlichen Universität Yokohama und arbeitete nach seinem Abschluss 1982 für Mitsui Kensetsu, ab 1990 für den Büro- und Computerzubehörhersteller General K.K. Bei der Shūgiin-Wahl 2000 kandidierte Mabuchi in seinem Heimatwahlkreis Nara 1 für die Demokratische Partei, unterlag aber Masahiro Morioka (LDP). Im zweiten Anlauf konnte er den Wahlkreis 2003 gewinnen und wurde danach zunächst viermal wiedergewählt.
Im Shūgiin war Mabuchi unter anderem Mitglied des Haushalts- und des Kabinettsausschusses, in der Demokratischen Partei Vorsitzender des Präfekturverbandes Nara und stellvertretender Vorsitzender des Politikforschungsrates. 2009 wurde Mabuchi Staatssekretär (Fuku-daijin; „Vizeminister“) im Ministerium für Land, Infrastruktur und Verkehr und wirkte in dieser Funktion maßgeblich am Gesetzentwurf für die Abschaffung der Maut auf Teilen des Autobahnnetzes mit. Im September 2010 wurde er von Naoto Kan zum Nachfolger von Seiji Maehara als verantwortlicher Minister ins Kabinett Kan berufen und übernahm auch die Zuständigkeit für Okinawa und die „Nördlichen Territorien“. Im November 2010 verabschiedete die Oppositionsmehrheit im Sangiin einen nicht bindenden Misstrauensantrag (monseki ketsugi) gegen Mabuchi. Bei einer Kabinettsumbildung im Januar 2011 ersetzte ihn Naoto Kan durch Akihiro Ōhata.
Von September 2016 bis 2017 führte Mabuchi die Wahlkampfzentrale der im Frühjahr 2016 gegründeten Demokratischen Fortschrittspartei.
Bei der Shūgiin-Wahl 2017 kandidierte Mabuchi für die Kibō no Tō von Yuriko Koike, unterlag aber im 2017 um die Stadt Ikoma vergrößerten Wahlkreis Nara 1 mit 39,7 % der Stimmen dem Liberaldemokraten Shigeki Kobayashi (40,8 %) – mit einer sekihairitsu von 97,2 % nicht knapp genug, um einen der drei Kibō-Sitze bei der Verhältniswahl in Kinki zu gewinnen, wo Mabuchi auf der Kibō-Liste nur den vierten Platz erreichte. Dadurch war er aber der erste potentielle Kibō-Nachrücker in Kinki, und nachdem Shinji Tarutoko im Januar 2019 für eine Nachwahlkandidatur für einen Mehrheitswahlsitz in Osaka zurückgetreten war, kehrte Mabuchi im Februar 2019 als Fraktionsloser ins Abgeordnetenhaus zurück. Im September 2019 trat er als Parteiloser der neuen Gemeinschaftsfraktion von Konstitutionell-Demokratischer Partei und Demokratischer Volkspartei (DVP) bei. Langfristig beabsichtigt er einen Zusammenschluss beider Parteien und damit eine Wiederherstellung der Demokratischen Partei. Mabuchi schloss sich im Juni 2020 der DVP an, wechselte aber bei der Neuordnung der beiden Demokratischen Parteien im September 2020 zur „neuen“, vergrößerten KDP. Für diese gewann er bei der Wahl 2021 den Wahlkreis Nara 1 zurück und verteidigte ihn 2024.